# Geetika Jakhar
Geetika Jakhar (ur. 18 sierpnia 1985) – indyjska zapaśniczka walcząca w stylu wolnym. Siedmiokrotna uczestniczka mistrzostw świata, ósma w 2002. Zdobyła srebrny medal igrzysk azjatyckich w 2006 i brązowy w 2014. Wicemistrzyni Azji w 2003 i 2005, zajęła trzecie miejsce w 2013. Druga na igrzyskach wspólnoty narodów w 2014. Mistrzyni Wspólnoty Narodów w 2003 i 2005, a druga w 2007. Siódma w Pucharze Świata w 2004. Wicemistrzyni świata juniorów z 2005 roku.
W roku 2006 została laureatem nagrody Arjuna Award.